# Військовий ліцей
Військовий (військово-морський, військово-спортивний) ліцей, ліцей із посиленою військово-фізичною підготовкою — заклад спеціалізованої освіти, що забезпечує здобуття освіти військового профілю для осіб (далі - ліцеїсти) з 13 років одночасно із здобуттям базової та/або профільної середньої освіти.
Історія військових ліцеїв України пов'язана з історією країни у складі Російської імперії (1721—1917) та СРСР (1922—1991), де існували кадетські корпуси та суворовські військові та нахімовські військово-морські училища. Після проголошення незалежності України у 1991 році ці навчальні заклади переформатовані на військові ліцеї. Зі здобуттям незалежності українські військові ліцеї позбавляються «суворовської» («нахімовської») культурної колоніальної спадщини.
Військові ліцеї можуть бути підпорядкованими Міністерству оборони України, Міністерству освіти і науки України або відповідним обласним радам.

## Завдання
- забезпечення реалізації права громадян на здобуття повної загальної середньої освіти, формування і розвиток соціально зрілої, творчої особистості з усвідомленою громадянською позицією, почуттям національної самосвідомості, а також створення умов для опановування систематизованими знаннями про природу, людину, суспільство, культуру тощо;
- створення умов для здобуття вихованцями ліцею освіти в межах обсягу, визначеного державним стандартом загальної середньої освіти;
- забезпечення поглибленої допрофесійної підготовки військового спрямування, можливості здобуття ліцеїстами первинних військових знань та навичок, необхідних для подальшого їх вступу і навчання, у вищих військових навчальних закладах та вищих навчальних закладах, що мають військові навчальні підрозділи;
- виховання ліцеїстів у дусі відданого служіння Українському народові, любові до військової служби та свідомого прагнення до опановування професією офіцера;
- підготовка ліцеїстів морально і фізично здоровими, загартованими, спроможними долати можливі труднощі військової служби.

## Види військових ліцеїв
- Військовий ліцей
- Військово-морський ліцей
- Військово-спортивний ліцей
- Ліцей з посиленою військово-фізичною підготовкою